# Shanghai Tiyuguan
Shanghai Tiyuguan (chiń. 上海体育馆站) – stacja metra w Szanghaju, na linii 1 i 4. Zlokalizowana jest pomiędzy stacjami Xujiahui, Yishan Lu oraz Caobao Lu i Shanghai Tiyuchang. Została otwarta 28 maja 1993.